# Eero Haapalainen
Eero Haapalainen, född 27 oktober 1880 i Kuopio, död 27 november 1938 i Petrozavodsk, var en finländsk fackföreningsledare och rödgardist.
Haapalainen avlade studentexamen 1901 och knöts snart till arbetartidningen Työmies redaktion samt skötte viktiga uppdrag under storstrejken 1905 och var 1907–1908 chefredaktör för tidningen Työ i Viborg. Han utsågs 1908 till sekreterare i Finska landsorganisationen, vars ordförande han var 1911–1913. Som ordförande i Finlands arbetares verkställande kommitté undertecknade han revolutionsuppropet den 26 januari 1918, blev folkkommissarie för inrikesärenden och senare överbefälhavare för Röda gardet, dock utan att handha den militära ledningen (denna sköttes av en kvarbliven rysk överste, Michail Svetjnikov). Hans hetsiga temperament och alkoholmissbruk var till förfång för de rödas krigföring, och slutligen avsattes han som överbefälhavare. 
Efter nederlaget flydde Haapalainen till Sovjetunionen, där han 1919–1921 undervisade i en officersskola. Han deltog sommaren 1918 i Finlands kommunistiska partis stiftande möte i Moskva och flyttade 1920 till Petrozavodsk, där han innehade olika befattningar. Han förmådde inte underkasta sig partidisciplinen, och uteslöts följaktligen ur partiet 1925. Han gjorde 1931–1935 en viktig insats som chef för en nygrundad forskningsinstitution för revolutionshistoria i Petrozavodsk. Hösten 1935 avsattes han i likhet med Karelska autonoma socialistiska sovjetrepublikens övriga finska ledare, anklagad för finsk borgerlig nationalism, häktades två år senare och arkebuserades.